# Pheugopedius mystacalis
El cucarachero bigotudo montano (Pheugopedius mystacalis) es una especie de ave paseriforme de la familia Troglodytidae propia del noroeste de América del Sur.

## Distribución y hábitat
Se encuentra en Colombia, Ecuador y Venezuela. Sus hábitats naturales son bosques húmedos tropicales montanos y de tierras bajas.